# Football League Cup finalen 2013
Football League Cup finalen 2013 blev spillet mellem  Bradford City og Swansea City den 24. februar 2013 på  Wembley Stadium, London. Det var finale nummer 53 iFootball League Cup. Turneringen havde deltagelse af 92 hold fraPremier League og Football League.

## Kampen

### Detaljer
| 24. februar 2013 16:00 |

| Bradford City | 0 – 5  | Swansea City                                              |
| ------------- | ------ | --------------------------------------------------------- |
|               | Report | Dyer 16' (48) · Michu 40' · de Guzmán 59' (str.), 90+1' · |

| Wembley Stadium, London Tilskuere: 82.597 Dommer: Kevin Friend (Leicestershire) |

| Bradford City | Swansea City |

|                |    |                 |  |                                       |
|                |    |                 |  |                                       |
| GK             | 12 | Matt Duke       |  | Yellow card · Yellow card · Rødt kort |
| RB             | 2  | Stephen Darby   |  |                                       |
| CB             | 23 | Rory McArdle    |  |                                       |
| CB             | 16 | Carl McHugh     |  |                                       |
| LB             | 27 | Curtis Good     |  | 46'                                   |
| RM             | 11 | Garry Thompson  |  | 74'                                   |
| CM             | 18 | Gary Jones (c)  |  |                                       |
| CM             | 24 | Nathan Doyle    |  |                                       |
| LM             | 14 | Will Atkinson   |  |                                       |
| CF             | 9  | James Hanson    |  |                                       |
| CF             | 21 | Nahki Wells     |  | 58'                                   |
| Substitutes:   |    |                 |  |                                       |
| GK             | 1  | Jon McLaughlin  |  | 58'                                   |
| DF             | 5  | Andrew Davies   |  | 46'                                   |
| MF             | 4  | Ricky Ravenhill |  |                                       |
| MF             | 7  | Kyel Reid       |  |                                       |
| MF             | 26 | Blair Turgott   |  |                                       |
| FW             | 17 | Alan Connell    |  |                                       |
| FW             | 20 | Zavon Hines     |  | 74'                                   |
| Manager:       |    |                 |  |                                       |
| Phil Parkinson |    |                 |  |                                       |

|                 |    |                     |     |     |
|                 |    |                     |     |     |
| GK              | 25 | Gerhard Tremmel     |     |     |
| RB              | 22 | Àngel Rangel        |     |     |
| CB              | 24 | Ki Sung-Yueng       | 38' | 63' |
| CB              | 6  | Ashley Williams (c) |     |     |
| LB              | 33 | Ben Davies          |     | 84' |
| DM              | 7  | Leon Britton        |     |     |
| DM              | 20 | Jonathan de Guzmán  |     |     |
| RW              | 12 | Nathan Dyer         |     | 78' |
| LW              | 15 | Wayne Routledge     |     |     |
| AM              | 11 | Pablo Hernández     |     |     |
| CF              | 9  | Michu               |     |     |
| Substitutes:    |    |                     |     |     |
| GK              | 1  | Michel Vorm         |     |     |
| DF              | 16 | Garry Monk          |     | 63' |
| DF              | 21 | Dwight Tiendalli    |     | 84' |
| MF              | 14 | Roland Lamah        |     | 78' |
| MF              | 26 | Kemy Agustien       |     |     |
| FW              | 17 | Itay Shechter       |     |     |
| FW              | 19 | Luke Moore          |     |     |
| Manager:        |    |                     |     |     |
| Michael Laudrup |    |                     |     |     |

| Man of the match - Nathan Dyer (Swansea City) Match officials - Linjedommere:: - - Stuart Burt - - Scott Ledger - Fjerdedommer: Michael Oliver |